# Hans Bauer (philologue)
Pour les articles homonymes, voir Hans Bauer et Bauer.
Hans Bauer, né le 16 janvier 1878 à Grasmanndorf (village de la commune de Burgebrach) en Haute-Franconie et mort le 6 mars 1937 à Halle-sur-Saale, est un philologue et épigraphiste allemand, spécialiste des langues sémitiques. 
Il publie des grammaires de I'hébreu et de l'araméen bibliques. Il est l'un des trois déchiffreurs, avec Édouard Dhorme et Charles Virolleaud, de l'alphabet ougaritique.

## Biographie

### Du catholicisme au protestantisme
Hans Bauer, né le 16 janvier 1878 à Grasmanndorf (village de la commune de Burgebrach) en Haute-Franconie est le fils d'un couple d'agriculteurs. Il est tôt orphelin et peut faire des études grâce à l'Église catholique.  
Il étudie la théologie à l'université grégorienne de Rome et est ordonné prêtre en 1903. En 1906, il commence des études de langues sémitiques à Berlin et à Leipzig et soutient sa thèse à Berlin en 1910 et sa thèse d'habilitation à Halle en 1912. Cette dernière porte sur les écrits du philosophe arabe Al-Ghazali. 
Quand l'Église catholique lui demande en 1911 de prêter serment contre le modernisme, il refuse, pour des raisons de conscience. Il demande à quitter ses fonctions sacerdotales parce qu'il a des doutes sur la doctrine catholique. Il devient franc-maçon en 1913 et quitte l'Église catholique en 1916, se convertissant au protestantisme. 

### Universitaire, sémitisant et épigraphiste
Pendant la Première Guerre mondiale, Hans Bauer est employé à l'état-major général, dans la section des dossiers de guerre. Il est affecté à l'Abwehr au service du chiffre, expérience utile pour ses travaux ultérieurs, au même titre que son goût pour les mathématiques.
Il se marie en 1920 avec Eugenie Kerschbaumer. En 1922, il obtient un poste de professeur de linguistique sémitique comparée et d'études islamiques à l'université de Halle. Ses travaux de traduction des ouvrages d'Al-Ghazali de l'arabe en allemand sont salués pour leur courage mais critiqués. Avec Pontus Leander, il publie deux grammaires de référence de l'hébreu biblique et de l'araméen biblique. Ces deux livres sont les premières analyses grammaticales et historiques rigoureuses de ces deux langues. 
Hans Bauer est également épigraphiste et étudie différentes inscriptions : l'inscription de Kilamu, roi de Sam'al en 1913, les textes protosinaïtiques en 1918, les inscriptions phéniciennes de Byblos en 1925 et les inscriptions araméennes de Sfiré en 1932.

### Le déchiffrement de l'alphabet ougaritique

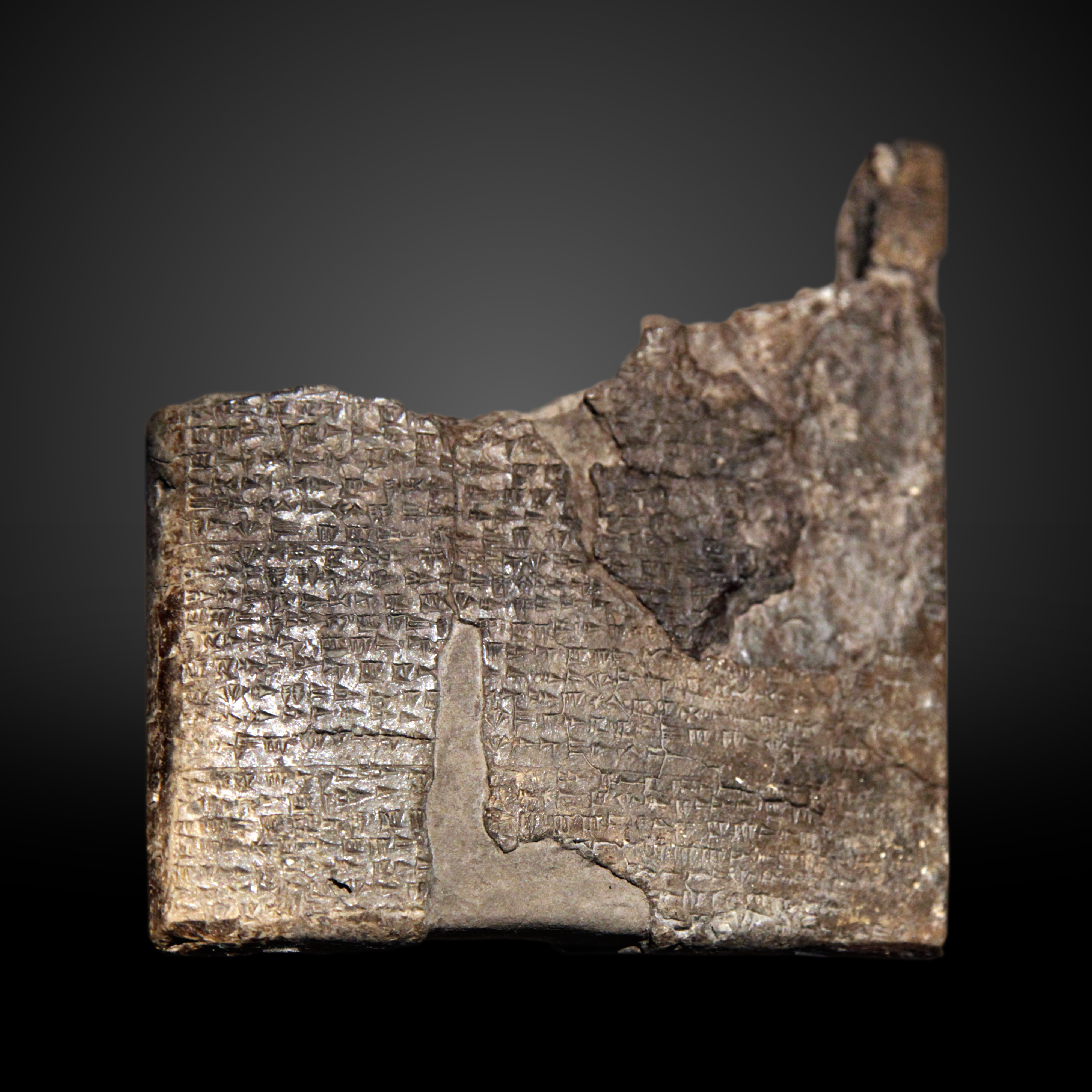
Tablette d'argile cunéiforme découverte à Ougarit en 1929.

En mai 1929, les fouilles archéologiques françaises dirigées par Claude Schaeffer à Ras Shamra permettent la découverte de tablettes d'argile portant des inscriptions cunéiformes d'une écriture inconnue. Ce lot de tablettes est découvert dès le début des fouilles et aiguise la curiosité.
Charles Virolleaud, directeur du service des Antiquités de Syrie, voit dans cette écriture un système alphabétique, dès sa première publication à propos de ces tablettes, à la fin de l'année 1929, dans la  revue Syria, Il affirme plus tard avoir identifié dès ce moment trois lettres. 
La même année, Hans Bauer vient à Paris pour étudier ces inscriptions. Il devine qu'il pourrait s'agir d'une langue sémitique inconnue,. Grâce à son goût pour les mathématiques, il établit un système s'appuyant sur les signes qui peuvent être des préfixes ou des suffixes dans une langue sémitique. Il parvient à déchiffrer un nombre important de lettres et prévient par courrier l'assyriologue René Dussaud de ses découvertes. Ce dernier en rend compte en mai 1930 à l'Académie des inscriptions et belles-lettres, et dans la revue Syria, parlant d'une vingtaine de lettres déchiffrées. Il s'agit en réalité de quatorze.

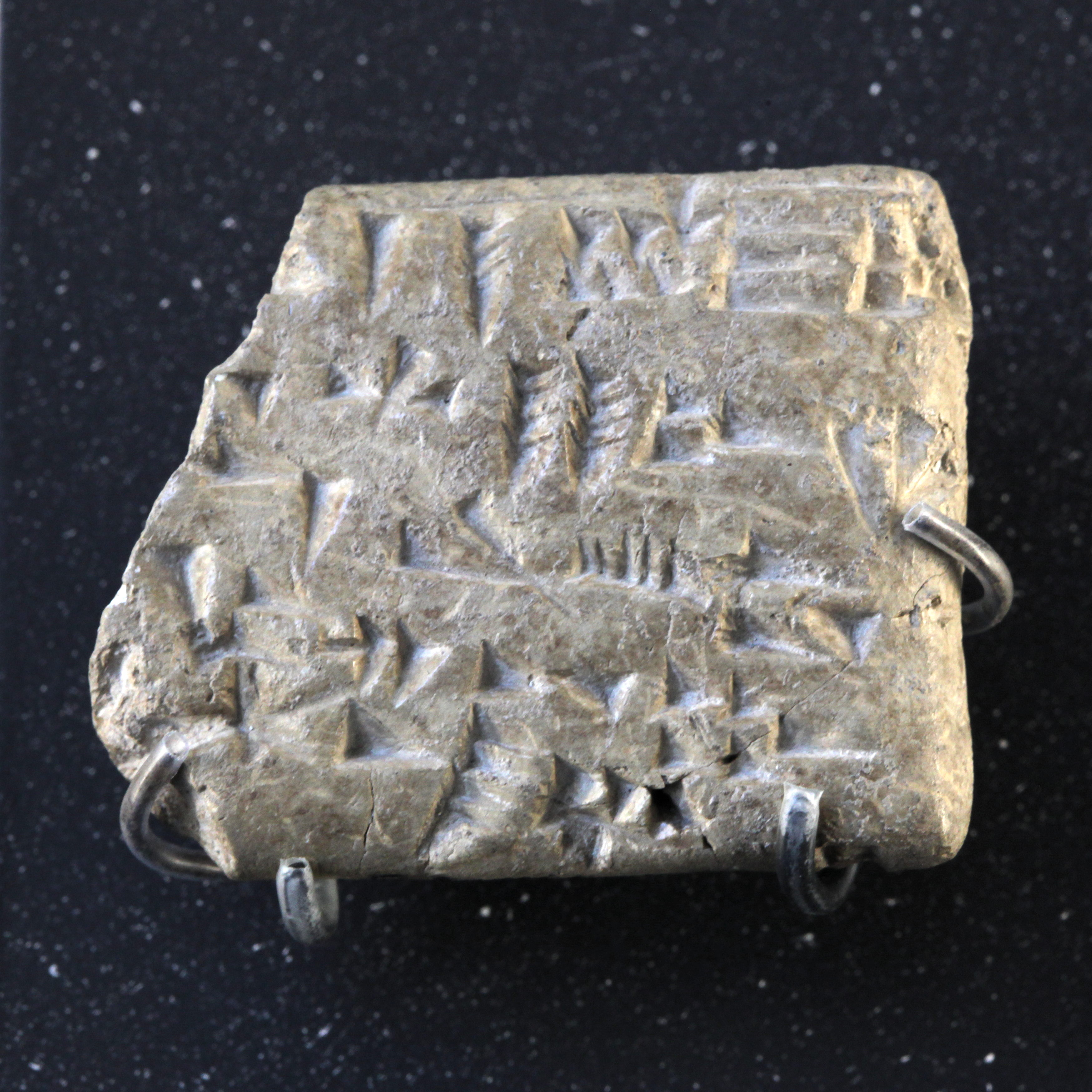
Fragment d'abécédaire cunéiforme d'Ougarit découvert en 1938.

La même année 1930, en août, le philologue Édouard Dhorme réussit à identifier correctement dix-huit lettres sur un total de vingt-neuf. Ces résultats sont communiqués à Hans Bauer, qui tient compte de certaines observations de Dhorme dans la première publication de son déchiffrement, en septembre 1930,. Au même moment, Charles Virolleaud annonce dans un courrier à l'Académie des inscriptions et belles-lettres, qu'il a déchiffré l'alphabet des tablettes de Ras Shamra. En 1931, il propose un déchiffrement plus complet, alors que les découvertes de textes ougaritiques se multiplient. 
Hans Bauer, Édouard Dhorme et Charles Virolleaud déchiffrent donc, en 1929-1931, la première écriture cunéiforme alphabétique, de manière à la fois indépendante et complémentaire. Le premier abécédaire est mis au jour en 1938, mais Hans Bauer est mort avant, en 1937.

## Publications
- (de) Hans Bauer, Islamische Ethik, Halle, Max Niemeyer, 1916-1922, 3 vol.[6]
- (de) Hans Bauer et Pontus Leander, Historische Grammatik der hebraïschen Sprache der Alten Testamentes, t. 1, Halle, Max Niemeyer, 1922, 380 p.
- (de) Hans Bauer et Pontus Leander, Grammatik der Biblisch-Aramaïschen, Halle, Max Niemeyer, 1927, 409 p. (lire en ligne)[13]
- (de) Hans Bauer et Pontus Leander, Kurzgefasste Biblisch-Aramaïsche Grammatik : Mit Texten und Glossar, Halle, 1927, 81 p.[13]
- (de) Hans Bauer, Das Alphabet von Ras Shamra : Seine Entzifferung und seine Gestalt, Halle, Max Niemeyer, 1932[14],[15].
- (de) Hans Bauer, Die alphabetischen Keilschrifttexte von Ras Shamra, Berlin, Walter de Gruyter, coll. « Kleine Texte », 1936, 73 p.[16]
- (de) Hans Bauer, Der Ursprung des Alphabets, Leipzig, Hinrichs, 1937, 45 p. (publication posthume)[17],[18].

### Notices biographiques
- (de) « Hans (Johannes) Bauer », sur www.catalogus-professorum-halensis.de (consulté le 11 novembre 2022).
- René Dussaud, « Hans Bauer », Syria - Archéologie, art et histoire, vol. 18, no 2,‎ 1937, p. 235-236 (lire en ligne, consulté le 11 novembre 2022).
- (en) Holger Gzella, « The Prussian Professor as a Paradigm. Trying to “Fit In” as a Semitist between 1870 and 1930 », dans Christiaan Engberts and Herman J. Paul, Scholarly Personae in the History of Orientalism, 1870-1930, Leiden, Brill, 2019 (ISBN 978-90-04-39523-7, lire en ligne), p. 17-44.
- (de) Hans Wehr, « Bauer, Hans », dans Neue Deutsche Biographie, vol. 1, 1953 (lire en ligne), p. 639.